# Diócesis de Valleyfield
La diócesis de Valleyfield (en latín: Dioecesis Campivallen(sis) y en francés: Diocèse de Valleyfield) es una circunscripción eclesiástica latina de la Iglesia católica en Canadá, sufragánea de la arquidiócesis de Montreal. La diócesis tiene al obispo Noël Simard como su ordinario desde el 30 de diciembre de 2011.

## Territorio y organización
La diócesis tiene 3225 km² y extiende su jurisdicción sobre los fieles católicos de rito latino residentes en la provincia de Quebec en la parte meridional de la regiones de Montérégie. Comprende la totalidad de los municipios regionales de condado de Beauharnois-Salaberry, Le Haut-Saint-Laurent y Vaudreuil-Soulanges, y en los de Les Jardins-de-Napierville y Roussillon.
La sede de la diócesis se encuentra en la ciudad de Salaberry-de-Valleyfield, en donde se halla la Catedral basílica de Santa Cecilia.
En 2020 en la diócesis existían 23 parroquias.

## Historia
La diócesis fue erigida el 5 de abril de 1892 con la bula Universalis Ecclesiae del papa León XIII, obteniendo el territorio de la arquidiócesis de Montreal.

## Estadísticas
De acuerdo al Anuario Pontificio 2021 la diócesis tenía a fines de 2020 un total de 222 270 fieles bautizados.
| Año                                                                             | Población            | Población | Población      | Sacerdotes | Sacerdotes    | Sacerdotes    | Bautizados por sacerdote | Diáconos permanentes | Religiosos | Religiosos | Parroquias |
| Año                                                                             | Bautizados católicos | Total     | % de católicos | Total      | Clero secular | Clero regular | Bautizados por sacerdote | Diáconos permanentes | Varones    | Mujeres    | Parroquias |
| ------------------------------------------------------------------------------- | -------------------- | --------- | -------------- | ---------- | ------------- | ------------- | ------------------------ | -------------------- | ---------- | ---------- | ---------- |
| 1949                                                                            | 77 033               | 87 000    | 88.5           | 187        | 140           | 47            | 411                      |                      | 178        | 606        | 50         |
| 1966                                                                            | 118 333              | 137 217   | 86.2           | 242        | 170           | 72            | 488                      |                      |            |            | 68         |
| 1970                                                                            | 125 501              | 158 871   | 79.0           | 213        | 133           | 80            | 589                      |                      | 191        | 517        | 62         |
| 1976                                                                            | 146 894              | 177 388   | 82.8           | 189        | 126           | 63            | 777                      |                      | 181        | 454        | 66         |
| 1980                                                                            | 167 971              | 193 500   | 86.8           | 171        | 120           | 51            | 982                      | 1                    | 150        | 381        | 65         |
| 1990                                                                            | 184 300              | 204 800   | 90.0           | 135        | 92            | 43            | 1365                     | 7                    | 120        | 328        | 65         |
| 1999                                                                            | 185 285              | 232 828   | 79.6           | 111        | 80            | 31            | 1669                     | 9                    | 79         | 93         | 64         |
| 2000                                                                            | 185 285              | 232 828   | 79.6           | 110        | 79            | 31            | 1684                     | 9                    | 72         | 93         | 63         |
| 2001                                                                            | 185 295              | 232 828   | 79.6           | 104        | 77            | 27            | 1781                     | 10                   | 62         | 88         | 63         |
| 2002                                                                            | 185 295              | 232 828   | 79.6           | 105        | 77            | 28            | 1764                     | 10                   | 51         | 96         | 63         |
| 2003                                                                            | 185 295              | 232 828   | 79.6           | 90         | 68            | 22            | 2058                     | 11                   | 45         | 92         | 63         |
| 2004                                                                            | 185 295              | 232 828   | 79.6           | 92         | 69            | 23            | 2014                     | 12                   | 46         | 98         | 62         |
| 2010                                                                            | 201 000              | 272 000   | 73.9           | 73         | 59            | 14            | 2753                     | 17                   | 31         | 76         | 26         |
| 2014                                                                            | 209 300              | 284 000   | 73.7           | 65         | 53            | 12            | 3220                     | 15                   | 27         | 22         | 25         |
| 2017                                                                            | 213 875              | 293 690   | 72.8           | 57         | 48            | 9             | 3752                     | 15                   | 27         | 16         | 22         |
| 2020                                                                            | 222 270              | 305 200   | 72.8           | 51         | 39            | 12            | 4358                     | 15                   | 22         | 19         | 23         |
| Fuente: Catholic-Hierarchy, que a su vez toma los datos del Anuario Pontificio. |                      |           |                |            |               |               |                          |                      |            |            |            |

## Episcopologio
- Joseph-Médard Émard † (5 de abril de 1892-2 de junio de 1922 nombrado arzobispo de Ottawa)
- Felix-Raymond-Marie Rouleau, O.P. † (9 de marzo de 1923-9 de julio de 1926 nombrado arzobispo de Quebec)
- Joseph Alfred Langlois † (10 de julio de 1926-22 de septiembre de 1966 falleció)
- Percival Caza † (22 de septiembre de 1966 por sucesión-18 de marzo de 1969 retirado)
- Guy Bélanger † (17 de octubre de 1969-15 de octubre de 1975 falleció)
- Robert Lebel † (26 de marzo de 1976-30 de junio de 2000 retirado)
- Luc Cyr (10 de mayo de 2001-26 de julio de 2011 nombrado arzobispo de Sherbrooke)
- Noël Simard, desde el 30 de diciembre de 2011